# Jänissaari (ö i Finland, Södra Savolax, Pieksämäki, lat 62,21, long 27,96)
Jänissaari är en ö i Finland. Den ligger i sjön Haukivesi och i kommunen Jorois i den ekonomiska regionen  Pieksämäki ekonomiska region  och landskapet Södra Savolax, i den södra delen av landet, 280 km nordost om huvudstaden Helsingfors. Öns area är 4,9 hektar och dess största längd är 440 meter i sydväst-nordöstlig riktning.